# 肯德胡克 (伊利諾伊州)
肯德胡克（英語：Kinderhook）是位於美國伊利諾伊州派克縣的一個村落。

## 地理
肯德胡克的座標為39°42′10″N 91°09′07″W / 39.70278°N 91.15194°W，而該地最高點為海拔高度149米（即489英尺）。

## 人口
根據2010年美國人口普查的數據，肯德胡克的面積為2.28平方千米，當中陸地面積為2.28平方千米，而水域面積為0.00平方千米。當地共有人口216人，而人口密度為每平方千米94人。